# Козяне (Дівача)
Козяне (словен. Kozjane) — поселення в общині Дівача, Регіон Обално-крашка, Словенія. Висота над рівнем моря: 599 м.